# Violante Atabalipa Ximenes de Bivar e Vellasco
Violante Atabalipa Ximenes de Bivar e Vellasco, née le 1er décembre 1817 et morte le 25 mai 1875, est une féministe brésilienne, écrivaine et éditrice de journaux. 

## Biographie
Violante Atabalipa Ximenes de Bivar e Vellasco naît le 1er décembre 1817 à Salvador da Bahia du conseiller Diogo Soares de Silva de Bivar et de son épouse, Violante Lima de Bivar. Alors que son père travaille à Rio de Janeiro en tant qu'homme de loi, elle bénéficie d'une éducation de qualité auprès de sa mère et de son grand-père. Elle apprend la littérature, la musique, le portugais mais aussi le français, l'italien et l'anglais. Avec ses frères, sa mère et son grand-père, Vellasco rejoint finalement son père à Rio. 
En 1845, elle épouse le lieutenant João Antonio Boaventura, qui décède quelques années seulement après leur mariage. 
Elle traduit des œuvres littéraires, comme des comédies françaises ou italiennes. Pour ses traductions de Palmella Married et Palmella Single, elle obtient un diplôme de membre honoraire du Conservatoire dramatique brésilien. Elle publie une traduction de Le cachemire vert d'Alexandre Dumas.  
Vellasco est membre du Conseil impérial du Brésil et fondatrice et directrice du Conservatoire dramatique brésilien de Rio de Janeiro. 
Avec Gervasia Nunenzia Pires dos Santos, Vellasco devient rédactrice et mécène d'O Jornal das Senhoras, un magazine féministe créé en 1852 par Joana Paula Manso de Noronha (en) et qui sera publié jusqu'en 1855. Le journal plaide notamment pour l'éducation des femmes.  
En 1874, elle publie un hebdomadaire littéraire, O Domingo, qui défend et discute les droits des femmes au Brésil, dont la publication sera interrompue par sa mort un an plus tard.  
Vellasco décède le 25 mai 1875, à Rio de Janeiro.